# Bessie Rischbieth

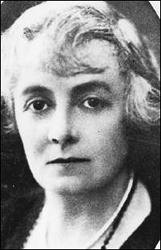
Bessie Rischbieth vers 1900.

Bessie Mabel Rischbieth, née Earle le 16 octobre 1874 et décédée le 13 mars 1967  est une militante féministe australienne.
Elle s’investit dans plusieurs groupes, tels que les Women's Service Guilds, la Fédération australienne des femmes électrices et le journal The Dawn. Elle lance également des campagnes internationales prônant une évolution sociale et le respect des droits de l’homme.

## Jeunesse
Bessie Mabel Earle est née à Adélaïde et vécut à Burra Burra, dans le Sud de l’Australie, où ses parents William et Jane Anna (née Carvosso) Earle possédent une ferme. Elle est retournée à Adélaide, avec sa sœur, pour ses études. Elle vit alors chez son oncle « Ben » Rounsevell, un homme politique, également de descendance Cornouaillaise et Australienne. Ce dernier eut une grande influence sur sa conscience sociale. Elle fréquente l’Advanced School for Girls d'Adélaïde, et participe à des débats sur des sujets marquants de l’époque, tels que la Fédération des Femmes, et leur l’émancipation. L’Australie du Sud fut le premier état à accorder le droit de vote aux femmes, faisant d’elle l’une des premières femmes à pouvoir voter.

## Mariage
Elle épouse M. Henry Wills Rischbieth, un marchand de laine, le 22 octobre 1898. Ils s'installent en Australie Occidentale, (Peppermint Grove), et vers 1904, vivent à Unalla qui devient sa résidence permanente. Son époux fait une brillante carrière dans la compagnie Henry Wills & Co et fait des bénéfices conséquents grâce à ses investissements. Les Rischbieths n’ont pas eu d’enfants, ce qui mène Bessie à s’intéresser à la protection de l’enfance et par la suite à s’impliquer dans le mouvement féministe du début du XXe siècle.

## Carrière
En 1906, en Australie Occidentale, Rischbieth participe à la fondation de La Société Protectrice des Enfants. Elle rejoint ensuite la Women's Service Guilds d’Australie Occidentale. Les Rischbieths voyagent beaucoup au Japon et en Inde et ils vivent à Londres vers 1908 ou 1913. Le vote des femmes était un sujet dominant à cette époque. Des rassemblements gigantesques, suivis de débats publics, et de poursuites judiciaires étaient fréquents. La réponse pacifiste au Cat and Mouse Act, en particulier, déclenche chez elle un vif intérêt pour le mouvement égalitaire.
Après avoir entendu le discours d’Emily Pankhurst pour le Women's Social and Political Union, elle écrit à sa sœur « ... en l’écoutant, j’ai senti ma colonne vertébrale s’allonger, tellement ses mots me donnaient du courage et le goût de la liberté ».
Après s'être rendu à la réunion sur le vote des femmes en 1913, elle est plus active dans les milieux féministes à travers la Woman Service Guild (WSG). Elle aide également à la fondation de l’Australian Federation of Women's Societies (AFWV) en 1921, devenant sa première présidente. En 1915, elle reçoit un titre honorifique à la Perth Children's Court, et pris part à leurs actions durant 15 ans.
Elle est également la première femme nommée Juge de Paix à la cour de Perth, à la suite du succès d’une campagne pour l’annulation d’une loi interdisant aux femmes d’assister aux audiences. La loi sur la santé (1915) du gouvernement Scaddan, sema également la discorde. Elle imposait une déclaration immédiate de la part des médecins lors du diagnostic de maladies vénériennes, qui avaient fortement augmenté lors du retour des soldats de la Première Guerre Mondiale. Rischbeith, le WSG et la Women's Christian Temperance Union avaient riposté, déclarant que cette loi allait nuire aux femmes. La WSG de Rischbieth contesta cette loi alors qu’Edith Cowan, Roberta Jull et le National Council of Women lui apportèrent leurs soutiens. Cette différence d’opinion causa un différend amère dans les rangs des mouvements féministes. Celui-ci migra sur la scène internationale lorsque Rischbieth dirigea une délégation lors de l’assemblée de l’International Woman Suffrage Alliance en 1923, à Rome. Les mouvements féministes envoyèrent des télégrammes à l’encontre de Rischbieth, qui disait représenter toutes les Australiennes.
Rischbieth  est vice-présidente de la Ligue des Femmes du Commonwealth Britannique dès sa fondation en 1925, et secrétaire inaugurale de la Western Australian Women Justices' Association. Elle est la fondatrice, avec M. Chauve Collison, de la Women's Non-party Political Association. L’année suivante, elle devient membre du conseil d’administration de la Women for Suffrage and Equal Citizenship (Organisation pour le droit de vote des femmes et une Citoyenneté Égalitaire). En 1928, elle dirige une délégation australienne lors d’une conférence panpacifiques sur les femmes, à Honolulu.

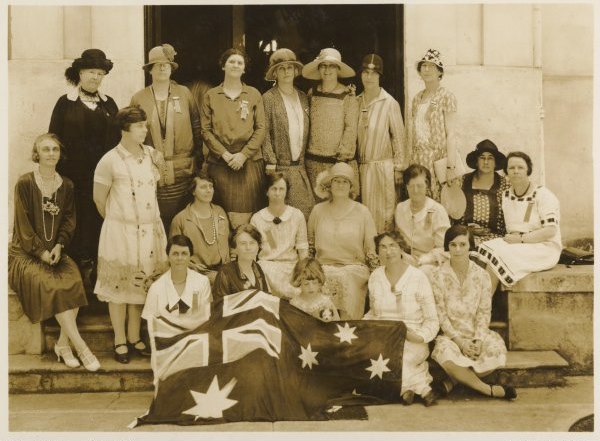
Premiere conférence panpacifique des femmes. Bessie Rischbieth est en haut, au centre.

Rischbieth s’implique également dans la protection des populations indigènes. En 1934, elle s’adresse à la Moseley Royal Commission, demandant une enquête sur ‘l’habitude d’envoyer les enfants d’un certain âge dans des missions gouvernementales, privant les parents de la garde de leurs propres enfants.’ Elle fait remarquer au Premier Ministre Joseph Lyons, en 1934, que l’Australie étant signataire des accords de la Ligue des Nations, avait un devoir de responsabilité envers les peuples indigènes.
L’écrivain Mary Montgomerie Bennett partage avec Rischbieth une correspondance révélant son intérêt continu à l’égard des femmes et enfants Aborigènes. En Angleterre, durant les années de guerre, elle établit la World for Australian Servicemen dans la Maison Australienne.
Rischbieth est de nouveau présidente de la Women's Service Guilds of Western Australia de 1946 à 1950. Cette organisation apolitique et indépendante permit, entre autres, la construction d’une maternité (KEMH) pour femmes célibataires, en dépit d’une vive opposition contre sa création. Elle lance également un journal : Dawn (L’Aube) pour le compte de cette organisation, et y collabore fréquemment. Ce journal est relancé en 1945 sous le nom de The Dawn Newsletter, en dépit d’une pénurie de papier. En 1955 elle est élue membre à vie de l’International Alliance of Women for Suffrage and Equal Citizenship
Plus tard, le différend ouvert entre Rischbieth et Jessie Street, (qu’elle qualifie de communiste), voit le jour dans les médias. Rischbieth reçoit un OBE à Buckingham Palace le 3 juin 1935 pour « ses services au sein des mouvements féminins ». Malgré les divergences politiques entre Rischbieth et Street, elles partagent plusieurs points communs et elles participent à certaines campagnes pour le pacifisme, la protection des femmes ainsi que celle des Aborigènes. Dans l’entre deux guerres, sous la direction de Rischbieth, la WSG a des liens étroits avec les mouvements pacifistes. Grâce à ses efforts, le Kindergarten Union of WA propose un enseignement préscolaire, qu’elle finance elle même.

## Arts et Vie Civique

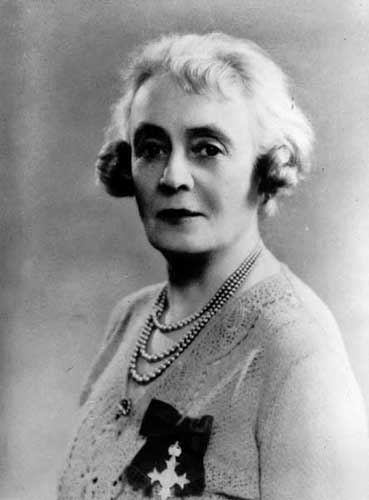
Bessie Rischbieth portant sa médaille OBE.

En dépit de sa grande notoriété, elle ne se présentera jamais à des postes politiques. Elle apporte cependant son soutien à la campagne triomphale d’Edith Cowan et offre souvent un soutien direct pour tout ce qui touchait aux droits civils et la protection de l'environnement.
Parmi ses correspondants, on trouve les Premiers Ministres Lyons, Curtin et Menzies. Sa position au sein du pouvoir établi et des mouvements pour les droits civils lui permet de suivre des gens d’influence. Cependant, malgré son désir de voir une politique indépendante, loin de la politique a deux parties qui était en train d’émerger, elle garde son image de figure de proue du conservatisme. L’Australian Women's Charter élit Jessie Street durant son absence en Angleterre, et leurs discours deviennent publics lors de son retour en Australie après la guerre. Elle est membre du Club Karrakatta et expose ses œuvres à la Société D’Art d’Australie Occidentale. The March of Australian Women (La Marche des Femmes Australiennes (1964) est une étude exhaustive du mouvement féministe national. Rischbieth fait également campagne pour l’aménagement urbain et le patrimoine naturel.
Elle est membre de la Co-Franc-maçonnerie (loge acceptant les hommes et les femmes), qui dont elle est une figure importante. Elle voyage en Asie et s'intéresse à la théosophie, à la philosophie et à la culture orientale. Elle séjourne d’ailleurs dans l’ashram de Gandhi.

## Dernières Années
Rischbieth aide à la création d’un Comité Citoyen pour la Préservation de Kings Park et de la Rivière Swan et réussit à interdire la construction d’une piscine olympique pour les Jeux de 1962. Durant la construction du Pont Narrows, Rischbieth, alors âgée de près de 90 ans, tente symboliquement de bloquer les travaux en s’avançant dans la rivière, devant les bulldozers. Cette action est publiée dans le journal West Australian et parvient à ouvrir le débat sur ce projet de construction, mais elle ne réussit pas a mettre un terme aux travaux le long du rivage de Perth.

## Décès
Elle reste active sur les questions sociales jusqu'à sa mort, à l'hôpital de Bethesda dans le Claremont, Australie Occidentale, qui survient le 16 mars 1967, à l'âge de 92 ans.

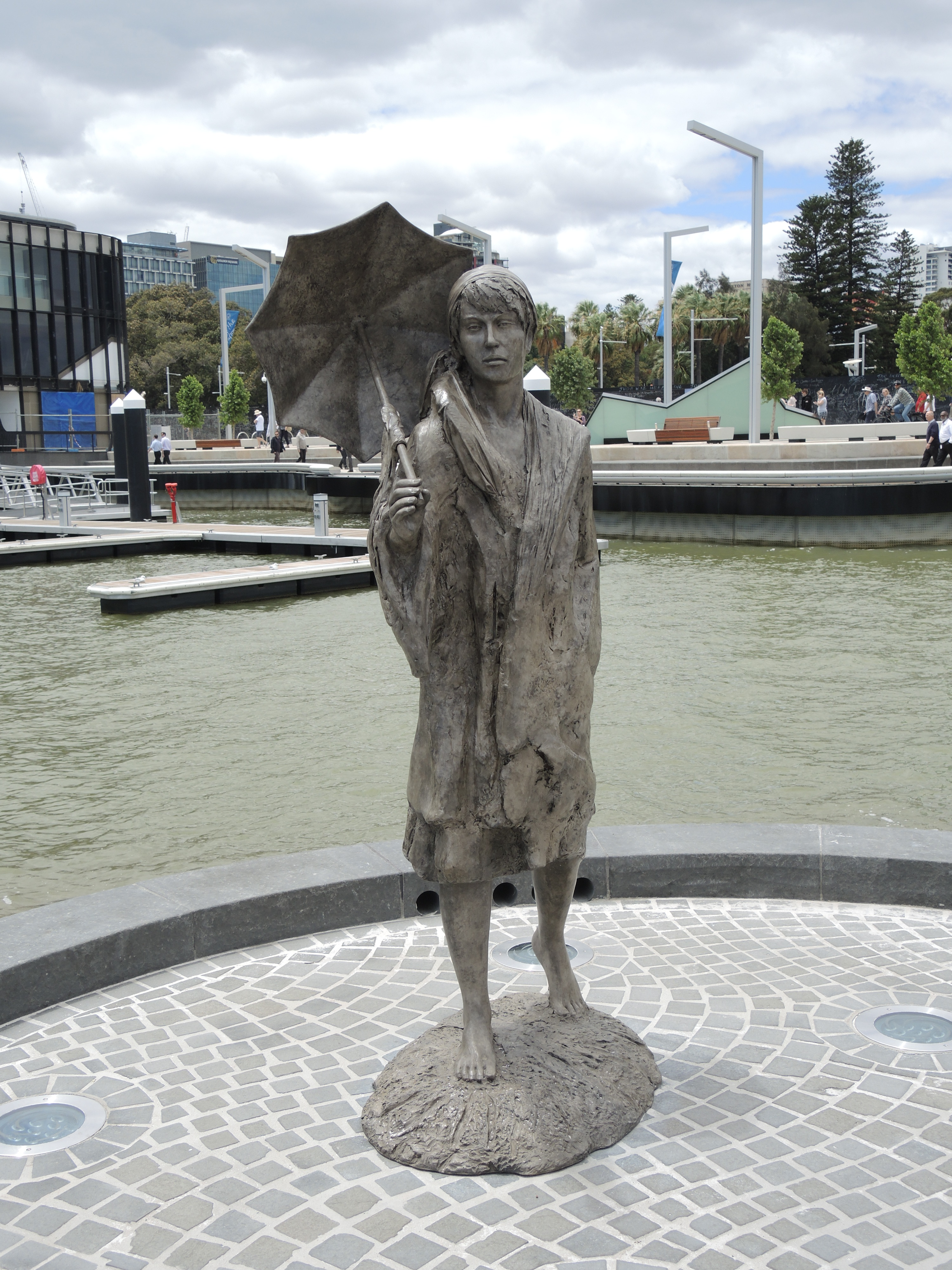
Statue de Bessie Rischbieth, sur le quai Elizabeth.

## Héritage
Les Women's Service Guilds furent responsables de la Fondation du Conseil National des Femmes d’Australie, des Guildes de Filles, de l’Association des Femmes au Foyer, Des Veuves Civiles, de la Préservation de la Rivière Swan et de bien d’autres encore, aidant ou préconisant une meilleure justice sociale pour les femmes et les enfants Australiens.
Rischbieth apparaît continuellement dans la liste des cent femmes les plus influentes de l’Australie Occidentale, et un prix pour la préservation de l’environnement porte son nom. Une collection importante de ses articles et autres travaux sont hébergés par la Bibliothèque nationale d’Australie, la Bibliothèque John Curtin (Premier Ministre) ainsi que la Bibliothèque Publique d’Australie. En juin 2016, la Bibliothèque nationale d’Australie a lancé un appel de financement participatif pour numériser ses articles.
En 2016, une statue en son honneur est placée sur l’ancienne Esplanade de Perth, renommée depuis le Quai Elizabeth. Cette statue souligne son opposition au remblaiement de Mounts Bay pour la construction d’un échangeur autoroutier, mais elle ne mentionne pas son combat pour la préservation de Kings Park. Cette statue a d’ailleurs été critiquée pour son aspect juvénile et la petite taille de son parapluie.

## Gallery

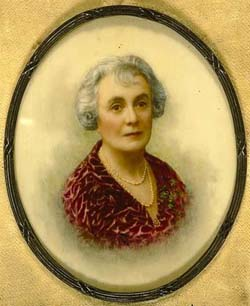
Photographie colorié à la main, placé dans un médaillon ovale. Celui-ci lui fut présenté par l'AFWV en 1938.
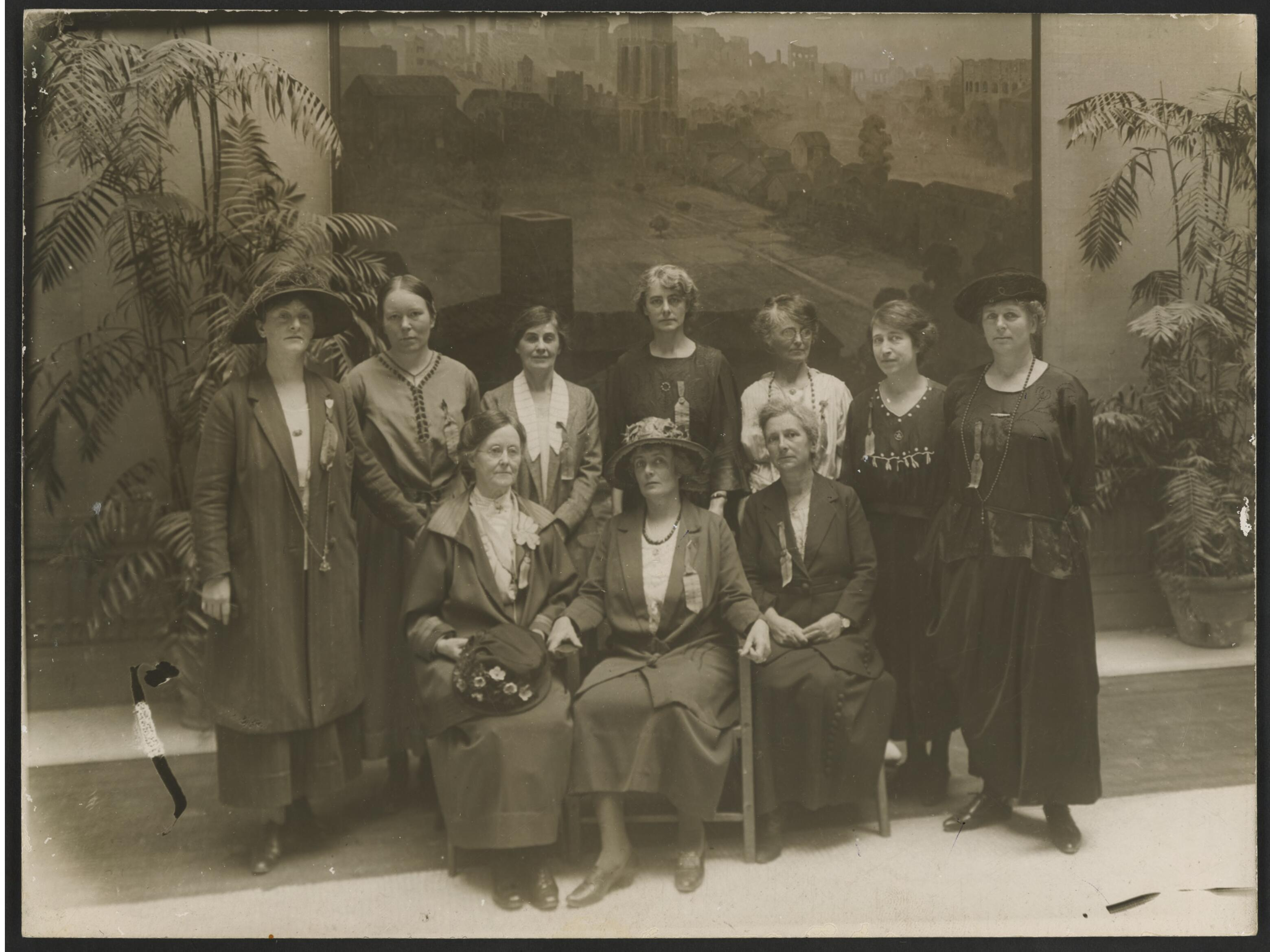
Délégation australienne de l'International Woman Suffrage Alliance Congress à Rome, 1923 (détail).
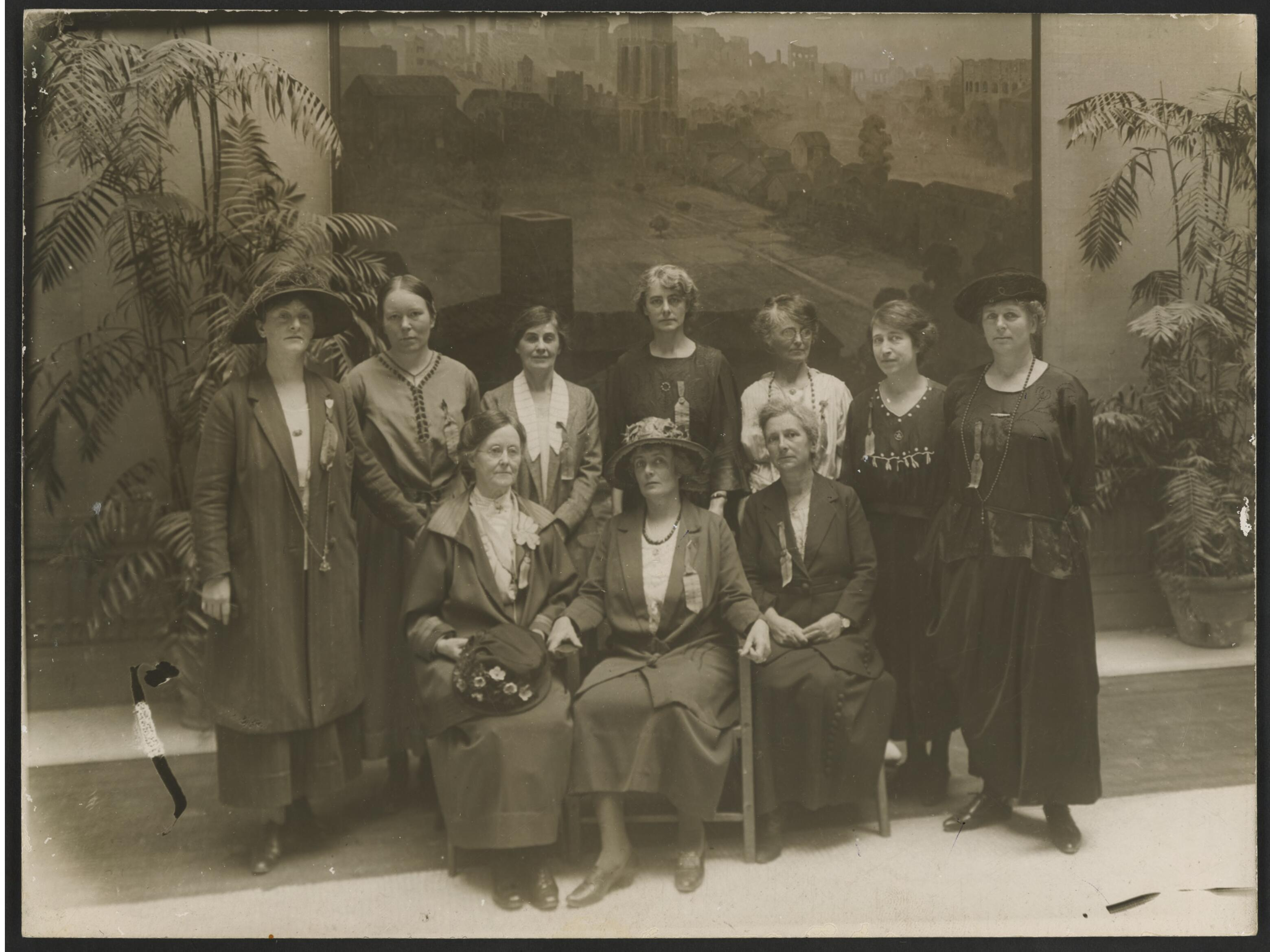
Délégation australienne de l'International Woman Suffrage Alliance Congress à Rome, 1923.
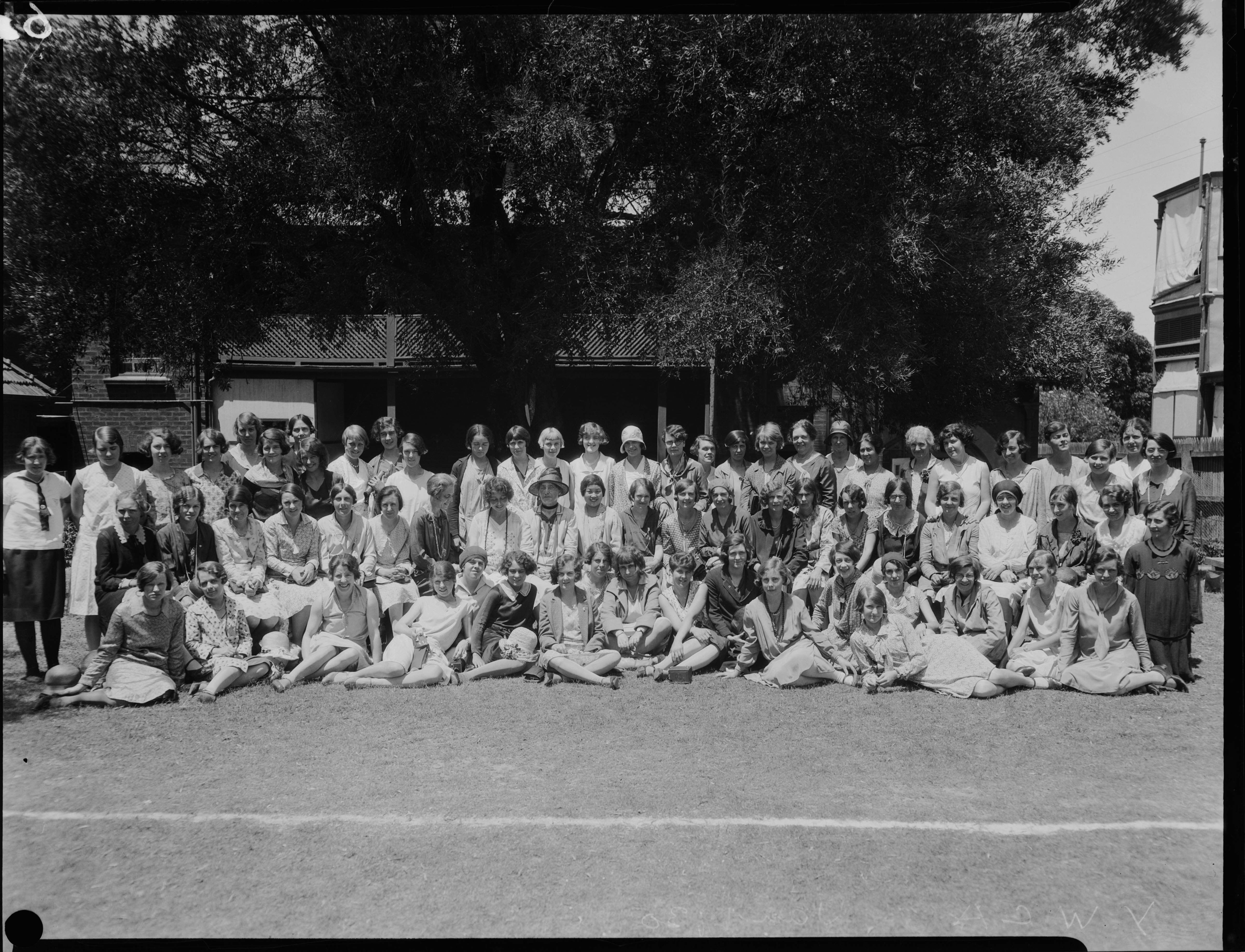
YWCA, Bessie Rischbieth, Centre, janvier 1930.